# کاترینای سیه‌نا
کاترینای سیه‌نا (به ایتالیایی: Caterina da Siena) (۲۵ مارس ۱۳۴۷ میلادی – ۲۹ آوریل ۱۳۸۰ میلادی) یک قدیس، نویسنده و الهی‌دان مسیحی اهل ایتالیا بود.
کاترین در سیه‌نا در توسکانی به دنیا آمد. مشهور است که پس از تحمل ریاضت‌های فراوان، زخم‌های عیسی مسیح (استیگماتا) را بر بدن خویش مشاهده کرد. او را در سال ۱۴۶۱ میلادی، در جرگهٔ قدیسان به‌شمار آوردند و روز ۲۹ آوریل را به عنوان تاریخ بزرگداشت وی تعیین کردند.

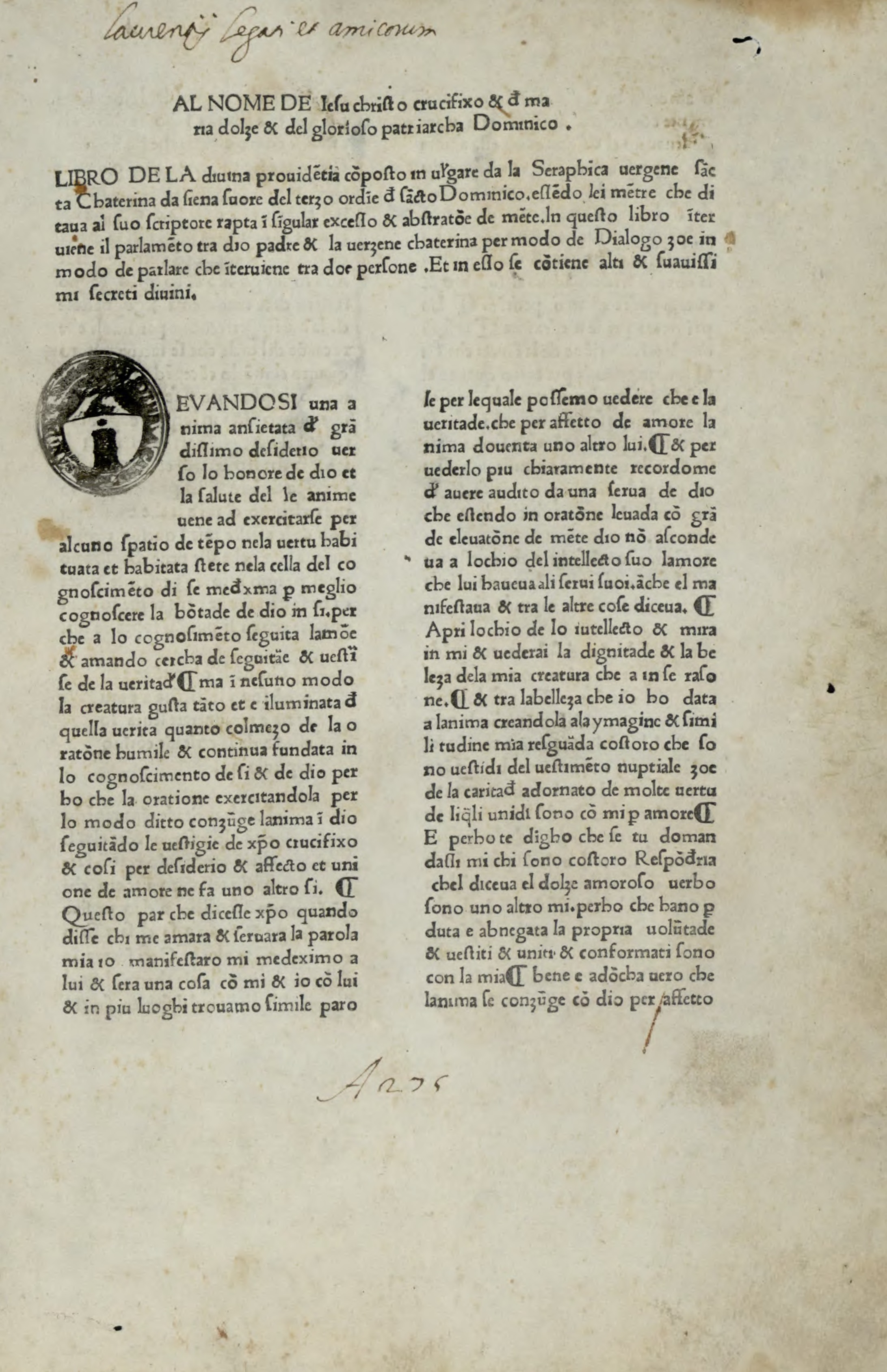
Libro della divina dottrina, c. 1475